# Lobanilia
Lobanilia é um género botânico pertencente à família Euphorbiaceae.

## Espécies
Composto por sete espécies:
| - Lobanilia asterothrix - Lobanilia bakeriana - Lobanilia claoxyloides - Lobanilia crotonoides | - Lobanilia hirtella - Lobanilia luteobrunnea - Lobanilia ovalis |

## Nome e referências
Lobanilia Radcl.-Sm.